# Elymnias tonkiniana
Elymnias tonkiniana är en fjärilsart som beskrevs av Hans Fruhstorfer 1902. Elymnias tonkiniana ingår i släktet Elymnias och familjen praktfjärilar. Inga underarter finns listade i Catalogue of Life.